# Кубок Швеції з футболу 2009
Кубок Швеції з футболу 2009 — 54-й розіграш кубкового футбольного турніру у Швеції. Титул ввосьме здобув АІК.

## Календар
| Раунд            | Дата                       | Матчі | Клуби   |
| ---------------- | -------------------------- | ----- | ------- |
| Попередній раунд | 13-22 березня 2009         | 25    | 97 → 72 |
| Перший раунд     | 25 березня - 4 квітня 2009 | 24    | 72 → 48 |
| Другий раунд     | 8-9 квітня 2009            | 16    | 48 → 32 |
| 1/16 фіналу      | 25-26 квітня 2009          | 16    | 32 → 16 |
| 1/8 фіналу       | 13-14 травня 2009          | 8     | 16 → 8  |
| 1/4 фіналу       | 28 червня - 9 липня 2009   | 4     | 8 → 4   |
| 1/2 фіналу       | 6-16 вересня 2009          | 2     | 4 → 2   |
| Фінал            | 7 листопада 2009           | 1     | 2 → 1   |

## 1/16 фіналу
| Команда 1            | Рахунок | Команда 2        |
| -------------------- | ------- | ---------------- |
| 25 квітня 2009       |         |                  |
| Крістіанстадс ФФ (3) | 1:4     | Еребру СК        |
| Ерсбуда СК (4)       | 1:8     | ІФК Гетеборг     |
| Отвідабергс ФФ (2)   | 2:3 дч  | «Гаммарбю»       |
| Юнгшиле СК (2)       | 1:2 дч  | «Ельфсборг»      |
| «Сиріанска» (2)      | 5:1 дч  | Треллеборг ФФ    |
| 26 квітня 2009       |         |                  |
| «Квідінг» (2)        | 1:3     | «Єфле»           |
| «Ассиріска» (2)      | 2:4     | «Геккен»         |
| «Сіріус» (2)         | 2:0 дч  | «Броммапойкарна» |
| «Гуннільсе» (4)      | 2:0     | «Ергрюте»        |
| Ландскруна БоІС (2)  | 4:2     | ГАІС             |
| М'єльбю АІФ (2)      | 1:0     | Мальме ФФ        |
| Шевде АІК (3)        | 0:2     | Гальмстад БК     |
| ІФК Геслегольм (4)   | 0:2     | «Юргорден»       |
| ГІФ Сундсвалль (2)   | 1:0     | Кальмар ФФ       |
| «Весбю Юнайтед» (2)  | 0:2     | Гельсінгборг ІФ  |
| ІФК Норрчепінг (2)   | 1:2     | АІК              |

## 1/8 фіналу
| Команда 1           | Рахунок | Команда 2       |
| ------------------- | ------- | --------------- |
| 13 травня 2009      |         |                 |
| ГІФ Сундсвалль (2)  | 3:5     | «Геккен»        |
| «Єфле»              | 1:0     | «Юргорден»      |
| М'єльбю АІФ (2)     | 4:2     | «Гаммарбю»      |
| Ландскруна БоІС (2) | 1:4     | ІФК Гетеборг    |
| «Сіріус» (2)        | 0:1     | АІК             |
| Еребру СК           | 2:0     | Гальмстад БК    |
| «Сиріанска» (2)     | 2:1     | «Ельфсборг»     |
| 14 травня 2009      |         |                 |
| «Гуннільсе» (4)     | 0:7     | Гельсінгборг ІФ |

## 1/4 фіналу
| Команда 1       | Рахунок | Команда 2       |
| --------------- | ------- | --------------- |
| 28 червня 2009  |         |                 |
| «Сиріанска» (2) | 1:3 дч  | Гельсінгборг ІФ |
| 8 липня 2009    |         |                 |
| «Геккен»        | 1:0     | Еребру СК       |
| М'єльбю АІФ (2) | 1:2     | АІК             |
| 9 липня 2009    |         |                 |
| ІФК Гетеборг    | 3:1     | «Єфле»          |

## 1/2 фіналу
| Команда 1       | Рахунок | Команда 2    |
| --------------- | ------- | ------------ |
| 6 вересня 2009  |         |              |
| АІК             | 3:2 дч  | «Геккен»     |
| 16 вересня 2009 |         |              |
| Гельсінгборг ІФ | 1:3     | ІФК Гетеборг |

## Фінал
| 7 листопада 2009 17:00 (EEST) |

| АІК Стокгольм        | 2:0      | ІФК Гетеборг |
| -------------------- | -------- | ------------ |
| Оболо 72' Флавіо 90' | Протокол |              |

| Росунда, Сульна Глядачів: 24 365 Арбітр: Йонас Ерікссон |